# Fontanella di Vicolo della Spada d'Orlando
Fontanella di Vicolo della Spada d'Orlando är en dricksvattenfontän vid Vicolo della Spada d'Orlando i Rione Colonna i Rom. Fontänen beställdes av påve Gregorius XIII (1572–1585) och förses med vatten från Acqua Vergine. Spada d'Orlando syftar på Durendal, Rolands magiska svärd (italienska: spada). En rundbågenisch hyser en tapp, ur vilken vattnet porlar ner i ett litet vattenkar i travertin; karet stöds av en balusterfot.
Fontänen var ursprungligen placerad vid Via dei Pastini, men den flyttades till sin nuvarande plats år 1869 för att underlätta framkomligheten. En plakett ovanför fontänen minner om detta:

### Webbkällor
- ”Vicolo della Spada d'Orlando” (på italienska). Roma Segreta. Arkiverad från originalet den 10 september 2021. https://archive.md/RuU0j. Läst 10 september 2021.
- ”Fontana di Via della Spada d'Orlando” (på italienska). info.roma.it. Arkiverad från originalet den 10 september 2021. https://archive.md/DkRIA. Läst 10 september 2021.